# Jewgienij Biriukow
Jewgienij Nikołajewicz Biriukow, ros. Евгений Николаевич Бирюков (ur. 19 kwietnia 1986 w Kasli) – rosyjski hokeista, reprezentant Rosji.

## Kariera
- Mietałłurg Magnitogorsk 2 (2003-2005)
- Mietałłurg Magnitogorsk (2005-2020)
- Saławat Jułajew Ufa (2020-)

Wychowanek i zawodnik Mietałłurga Magnitogorsk. W maju 2011 przedłużył kontrakt z klubem o 2 lata. W połowie 2013 przedłużył kontrakt z klubem o trzy lata, a w lutym 2018 o kolejne dwa lata. Po sezonie 2019/2020 zwolniony z klubu. W maju 2020 przeszedł do Saławatu Jułajew Ufa.
Uczestniczył w turniejach mistrzostw świata w 2012, 2013, 2015.

## Sukcesy
Reprezentacyjne
- Złoty medal mistrzostw świata juniorów do lat 18: 2004
- Srebrny medal mistrzostw świata juniorów do lat 20: 2006
- Złoty medal mistrzostw świata: 2008, 2012
- Srebrny medal mistrzostw świata: 2015

Klubowe
- Złoty medal mistrzostw Rosji: 2007, 2014, 2016 z Mietałłurgiem Magnitogorsk
- Brązowy medal mistrzostw Rosji: 2006, 2008, 2009 z Mietałłurgiem Magnitogorsk
- Puchar Spenglera: 2005 z Mietałłurgiem Magnitogorsk
- Puchar Mistrzów: 2008 z Mietałłurgiem Magnitogorsk
- Puchar Gagarina – mistrzostwo KHL: 2014, 2016 z Mietałłurgiem Magnitogorsk
- Finał o Puchar Gagarina: 2017 z Mietałłurgiem Magnitogorsk
- Srebrny medal mistrzostw Rosji: 2017 z Mietałłurgiem Magnitogorsk

Indywidualne
- Mistrzostwa Świata w Hokeju na Lodzie 2012/Elita:
  - Siódme miejsce w klasyfikacji +/- turnieju: +9
- KHL (2015/2016):
  - Drugie miejsce w klasyfikacji +/- w fazie play-off: +14
- KHL (2017/2018):
  - Pierwsze miejsce w klasyfikacji liczby zablokowanych strzałów w sezonie zasadniczym: 100
- KHL (2023/2024):
  - Nagroda za Wierność Hokejowi

Wyróżnienie
- Zasłużony Mistrz Sportu Rosji w hokeju na lodzie: 2012